# Jaguar XJ (XJ40)
Jaguar XJ (XJ40) — повнорозмірний розкішний седан, що випускався Jaguar Cars між 1986 і 1994 роками. Він був офіційно представлений 8 жовтня 1986 року як абсолютно нове, друге покоління XJ, яке замінило Series III, хоча обидва модельні ряди продавалися одночасно, поки серія III не була припинена в 1992 році. XJ40 використовував незалежну задню підвіску Jaguar і мав низку технологічних удосконалень, таких як електронна панель приладів.
За результатами урядового опитування XJ6 1993 року отримав титул «Найбезпечніший автомобіль у Великобританії». Оригінальний автомобіль 1986 року поступився місцем сильно переробленому Jaguar XJ (X300) у 1994 році, а потім Jaguar XJ (X308) у 1997 році. XJ40 та його пізніші похідні на сьогоднішній день є другою найдовшою платформою XJ із загальним циклом виробництва 17 років. Після XJ40 Jaguar мав намір випустити абсолютно новий седан з новим двигуном V8. Форд припинив розробку седана під назвою XJ90 і запропонував встановити його новий двигун, а також передню і задню частини на центральну частину моделі XJ40; однак V8 не був готовий.

## Розробка
Протягом 1970-х років компанія Jaguar розробляла проект XJ40, який був абсолютно новою моделлю, призначеною для заміни оригінального XJ6. Масштабні моделі почали будувати ще в 1972 році. Через нафтову кризу 1973 року та проблеми в материнській компанії British Leyland випуск автомобіля постійно відкладався. Були отримані пропозиції як від внутрішніх дизайнерів Jaguar, так і від Pininfarina. Згодом було вирішено, що внутрішню конструкцію буде реалізовано у виробництві, і в лютому 1981 року правління British Leyland схвалило 80 фунтів стерлінгів. мільйонів для виробництва нового автомобіля. Спочатку запуск був запланований на 1984 рік; Після відокремлення Jaguar від BL і приватизації того ж року, генеральний директор компанії Джон Іган скористався пожвавленням продажів існуючої серії III XJ6, особливо на прибутковому північноамериканському ринку), щоб відкласти випуск XJ40 ще на два роки. щоб дати більше часу на розробку.
На той час XJ40 був найбільш широко випробуваним автомобілем, який коли-небудь створювала компанія. Дизайни для XJ40 стали піонерами суттєвих удосконалень у дизайні, виготовленні та складанні автомобілів Jaguar. Серед цих удосконалень було зменшення на 25% кількості панелей кузова, необхідних для автомобіля (наприклад, три натискання потрібні для дверей Series 3 порівняно з одним для дверей XJ40), що призвело не тільки до більш ефективного процесу складання, але й до зниження ваги. і більш жорстка структура. Незважаючи на це, перші серійні XJ40 все ще страждали від надійності, особливо через проблеми з електричними системами та якістю збірки, що завдало шкоди репутації та ще більше продовжило погану репутацію Jaguar щодо якості, незважаючи на широкі випробування автомобіля та зусилля інженерів щодо покращення якості. Тривалий час розробки означав, що автомобіль старів набагато швидше, ніж його конкуренти, і його швидко витіснили технологічно E32 BMW 7-Series (1986), Lexus LS400 (1989) і W140 Mercedes-Benz S-Class (1991). Після поглинання Ford Motor Company у 1990 році XJ40 було замінено на X300, який, хоча й базувався на платформі XJ40, був значно перероблений майже в усіх сферах.

## Механіка

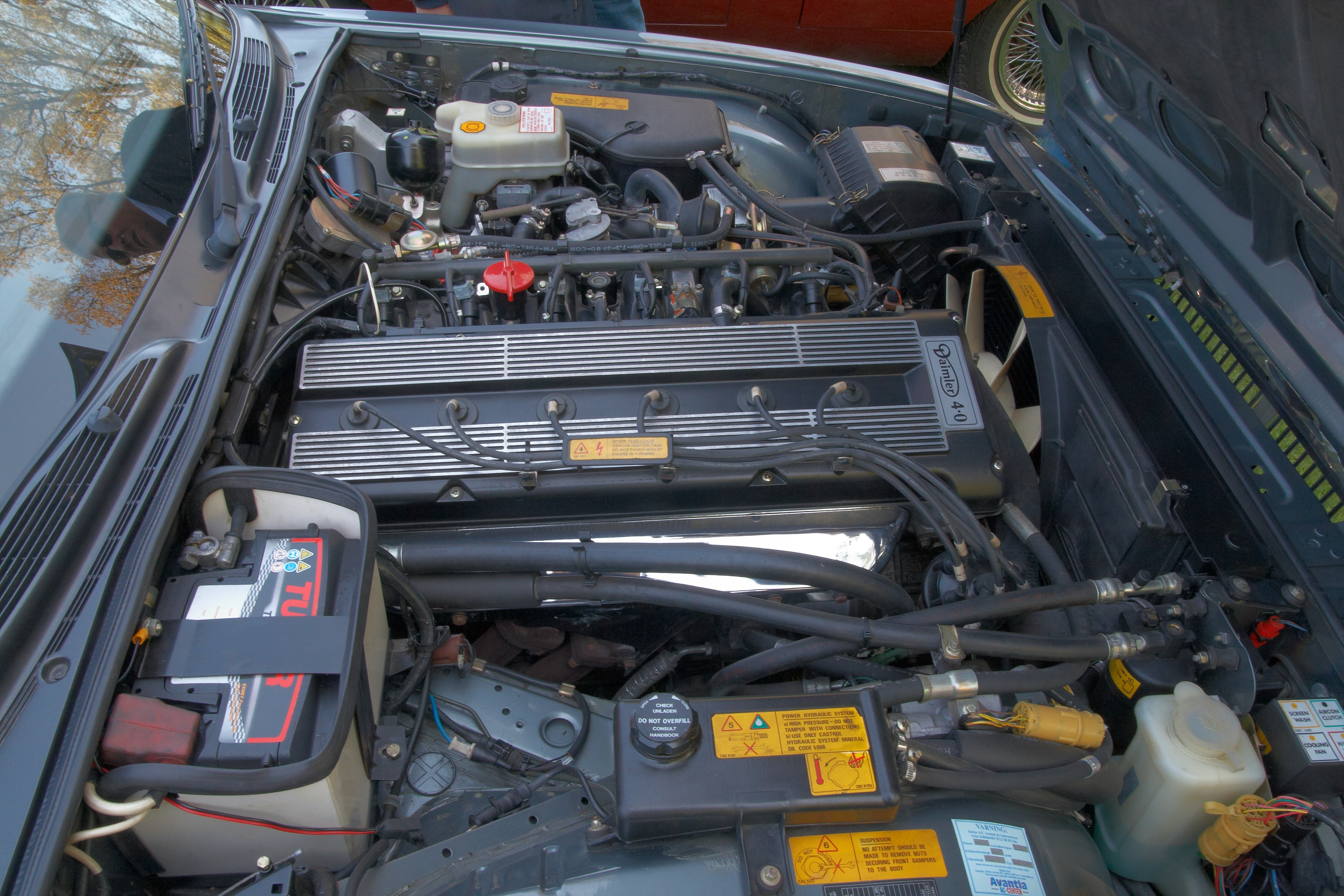
Двигун AJ6 4,0 L в Daimler 1990 року

Спочатку для моделей XJ40 пропонувалося лише два двигуни: 2,9 L і 3,6 L-версія рядного шестициліндрового двигуна Jaguar AJ6. У 1990 році 3.6 L було замінено на 4.0 модель L, а в 1991 році 2.9 L був замінений на 3.2 Модель L. Під час розробки XJ40 компанія British Leyland розглядала можливість використання двигуна Rover V8 для автомобіля, який усунув би потребу у майбутньому виробництві двигунів Jaguar. Кузов XJ40 нібито був розроблений для запобігання встановлення двигунів V-подібної конфігурації, зокрема Rover V8, чого хотіло керівництво British Leyland; це відклало випуск XJ12 з двигуном V12 до 1993 року, оскільки передня конструкція XJ40 мала бути значно перероблена. Як наслідок, попередня серія III XJ залишалася у виробництві у формі V12, щоб задовольнити потреби ринку до 1992 року.

## Екстер'єр
Пишні лінії попередньої серії XJ були замінені більш кутастою геометричною формою XJ40. Під час першої серійної серії всі фари були встановлені двома круглими лампами всередині хромованого корпусу з пофарбованими рамками або комплектом композиційних прямокутних фар із розпилювачами з електроприводом. Нижній рівень комплектації мав пофарбовані рамки без хрому. Останні встановлювалися на вищих комплектаціях: Sovereign і Daimler. Правила безпеки Сполучених Штатів дозволяли використовувати фари з композитних матеріалів у 1983 році для модельного року 1984 і далі. Тривалий час для схвалення типу в США не дав Jaguar можливості в останню хвилину перейти на популярні композитні прямокутні фари вчасно до запуску в Сполучених Штатах. Під час оновлення моделі 1990 року XJ40, визначений Сполученими Штатами, отримав композитні прямокутні фари для всіх рівнів комплектації. Європейські фари мають один рефлектор для ближнього та дальнього світла за більш плоскою скляною лінзою. Фари Сполучених Штатів мають два окремі рефлектори для ближнього та дальнього світла за пластиковою лінзою злегка вигнутою формою.

## Інтер'єр

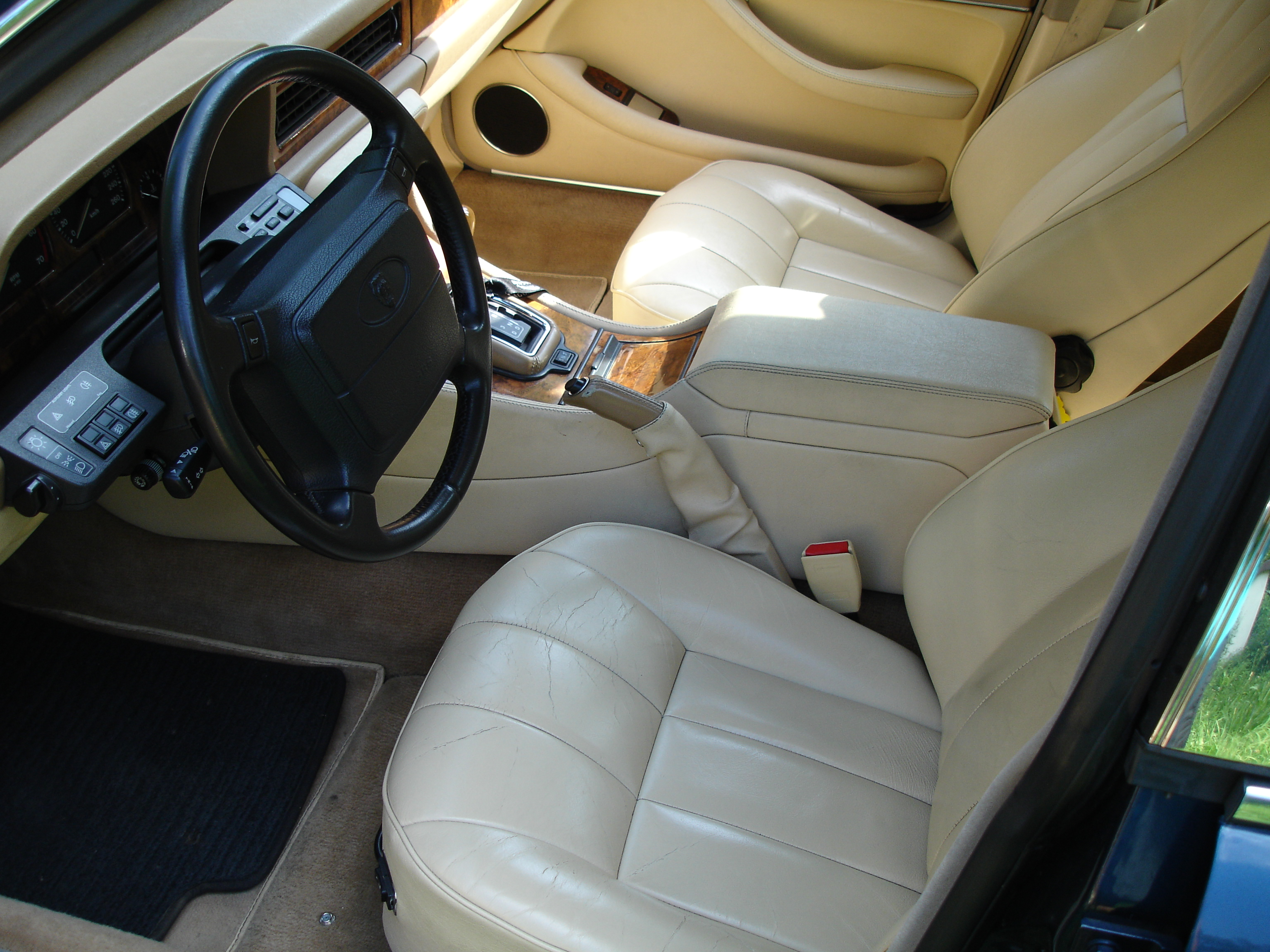
Інтер’єр XJ40 Gold

Інтер’єр XJ40 був оздоблений або горіхом, або палісандром, а також тканинною або шкіряною оббивкою залежно від моделі. До 1990 року автомобілі оснащувалися панеллю приладів, яка використовувала цифрові показання для додаткових приладів. Прилади включали вакуумний флуоресцентний дисплей під назвою Vehicle Condition Monitor (VCM), який містив матричний екран 32x32 з 34 функціями. VCM міг попередити водія про несправність лампи, знос гальмівних колодок, незачинені двері/багажник і низький рівень охолоджуючої рідини. Нактола була, як відомо, ненадійною, і з 1990 року нактола була перероблена для використання аналогових датчиків.

## Моделі

### XJ6, 1986–1994
Базовий XJ6 модельного ряду був скромно оснащений; Додаткові опції включали легкосплавні диски, антиблокувальну систему гальм, кондиціонер, шкіряну оббивку та автоматичну коробку передач. Екстер’єр мав дві пари круглих фар і віконні рами з чорним порошковим покриттям.

### Sovereign, 1986–1994
Модель Sovereign була оснащена значно більшою кількістю функцій, ніж базовий XJ6. У комплект входили кондиціонер, омивачі фар, аудіосистема з шістьма динаміками, задня самовирівнювальна підвіска (SLS), антиблокувальна система гальм і оздоблення з горіхового дерева (до 1991 року). Встановлені фари прямокутної форми. Віконні рами виготовлені з нержавіючої сталі.

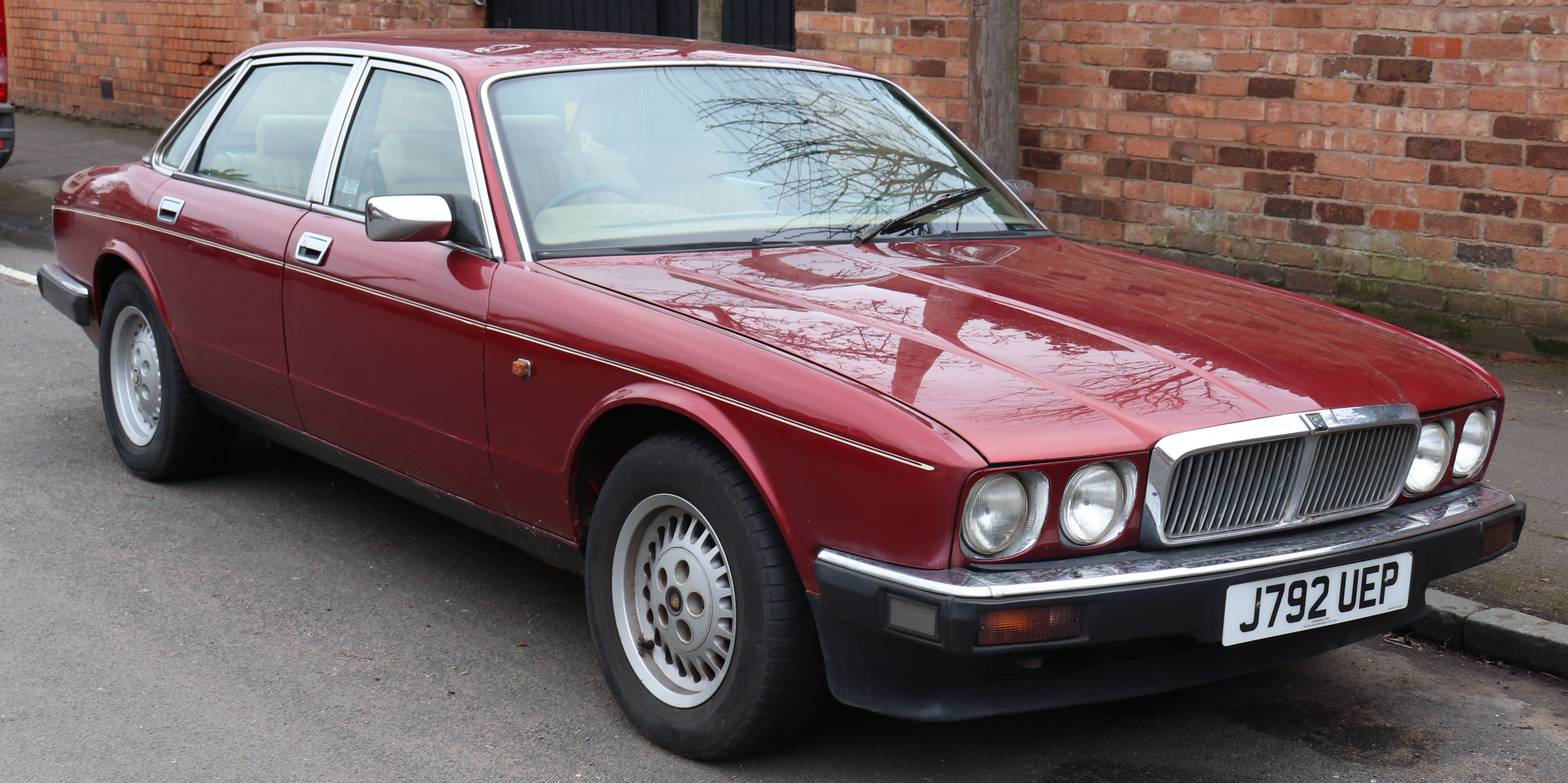
1992 Jaguar Sovereign з подвійними круглими фарами
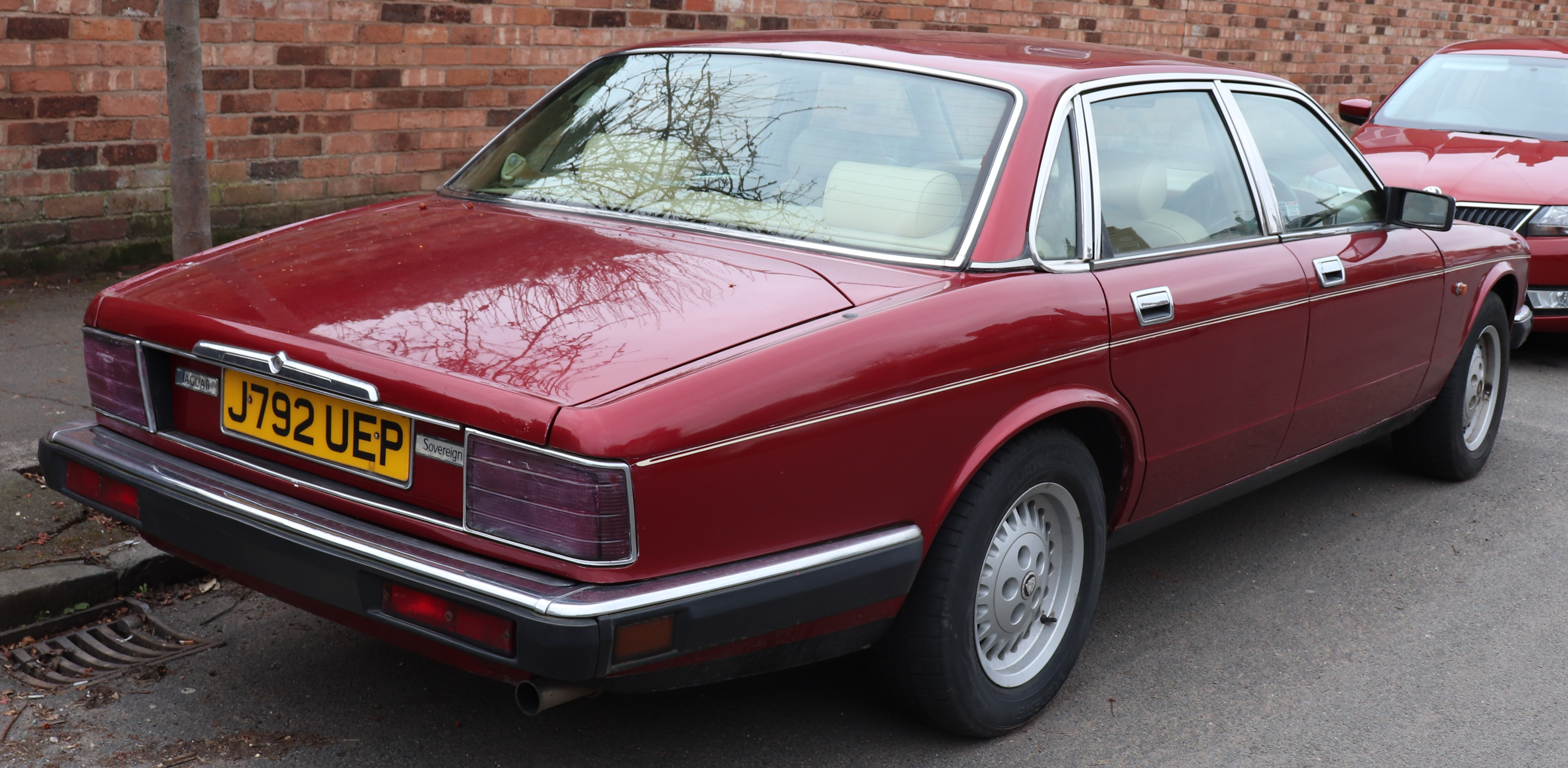
1992 Jaguar Sovereign
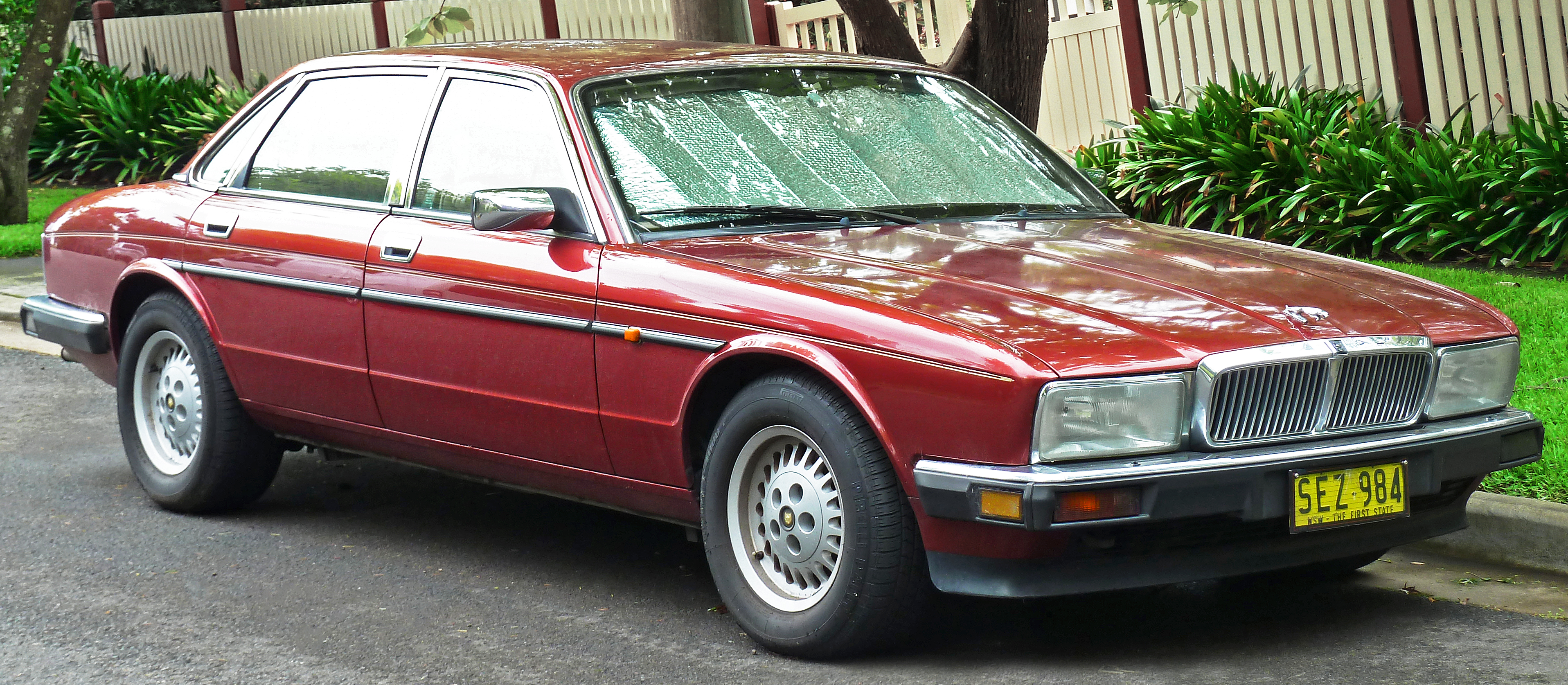
1991–1994 Jaguar Sovereign модель з одинарними прямокутними фарами

### Спорт, 1993-1994
Наприкінці випуску XJ40 3.2S та 4.0S у 1993-1994 роках Jaguar представив модель Sport. Він був доступний лише з шестициліндровим двигуном і мав внутрішнє оздоблення палісандром, на відміну від горіхового оздоблення інших моделей. І дверні дзеркала, і лопатки решітки радіатора вирізнялися кольорами кузова, який був прикрашений подвійними кузовами. Були встановлені шини більш широкого профілю, встановлені на п'ятиспицеві легкосплавні диски.

### Majestic, 1989–1992 (SWB) і 1993–1994 (LWB)

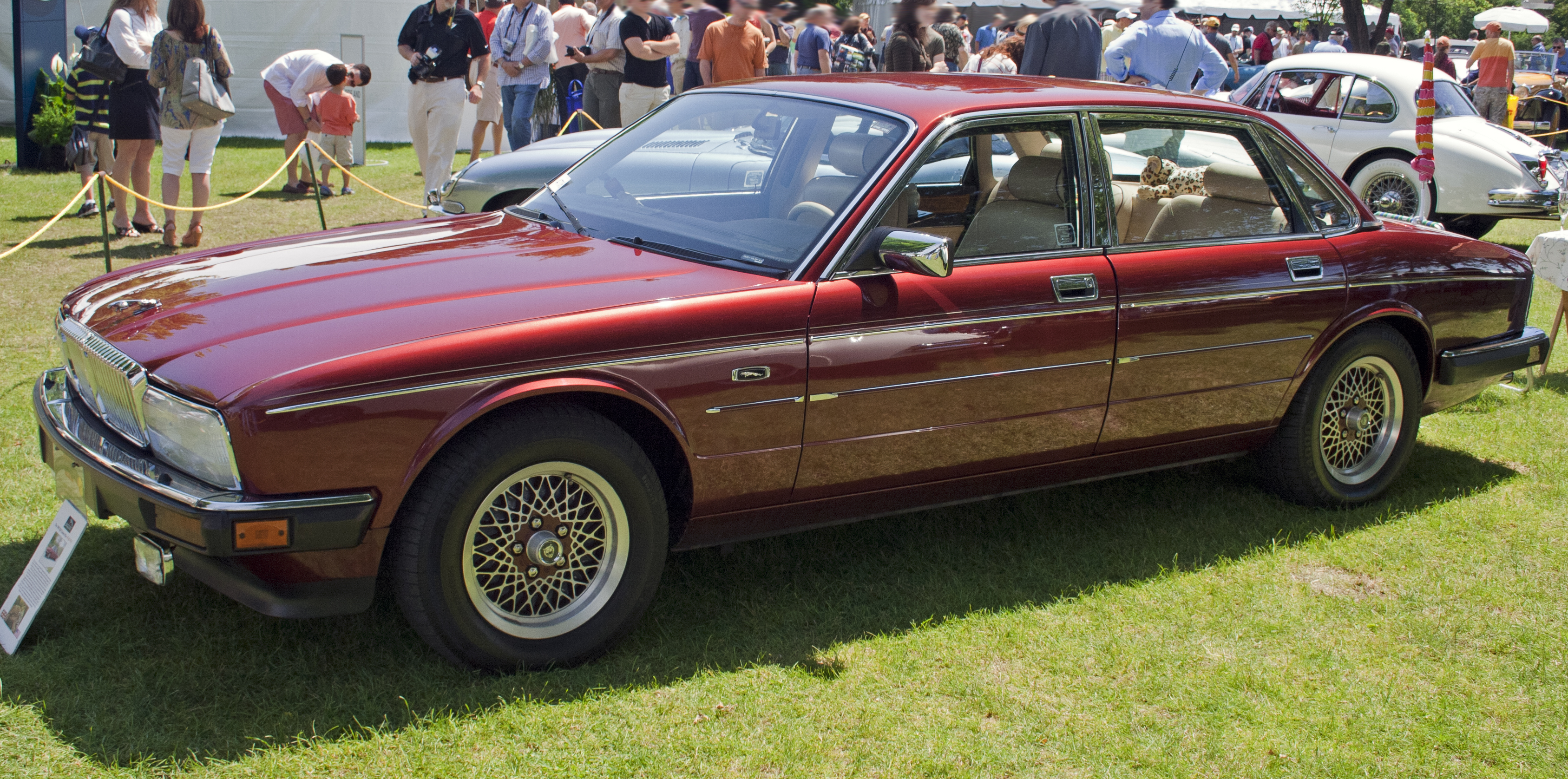
1990 рік США - ринок Vanden Plas Majestic

Рідкісна модель з довгою колісною базою під назвою Majestic випускалася в 1993 і 1994 роках. Ці транспортні засоби почали своє життя як кузов SWB, який потім було знято зі стандартної виробничої лінії та розтягнуто Project Aerospace у Ковентрі, а потім повернуто на завод Castle Bromwich для фарбування, а потім остаточно зібрано на виробничій лінії на Browns Lane під керівництвом Спеціальні операції Jaguar. Це означало, що Majestic мав значну перевагу в ціні порівняно зі стандартними моделями. Його пропонували на всіх ринках, крім США та Канади. Цей автомобіль не слід плутати з автомобілями, які були розтягнуті в лімузини через компанію післяпродажного обслуговування.

### XJR

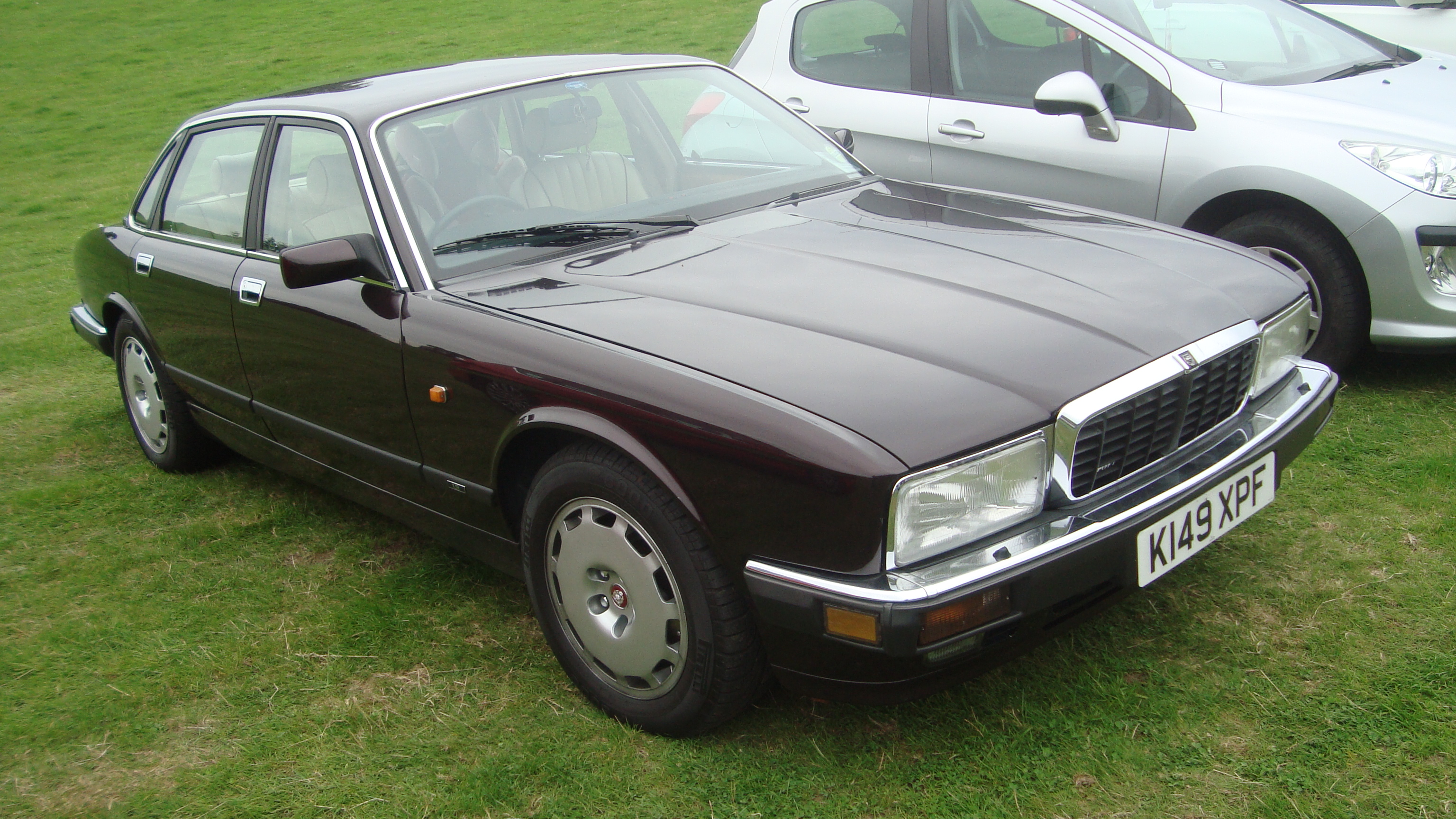
Jaguar XJR 1993 року

XJR, представлений у 1988 році, був високопродуктивною моделлю, яка була закінчена компанією JaguarSport з Оксфордширу, подвійним підприємством Jaguar і команди Tom Walkinshaw Racing (TWR), на заводі TWRs у Кідлінгтоні разом із XJ220. Базуючись на моделі Sovereign, він був оснащений модернізованою підвіскою з унікальними амортизаторами Bilstein, переробленим клапаном гідропідсилювача керма, щоб збільшити вагу керма на 40%, а також спеціальним зовнішнім фарбуванням і елементами зовнішнього стилю. Ранні екземпляри були оснащені 3.6 Двигун L AJ6 у стандартній комплектації, але пізніші моделі мали версію 4.0 AJ6, налаштовану на TWR, з новими впускними колекторами, покращеними кулачками та налаштованим ECU. Деякі екземпляри також оснащені вихлопною системою JaguarSport з більшим діаметром отвору.

### XJ12 і Daimler Double Six (XJ81)
Враховуючи код моделі XJ81, XJ12 на основі XJ40 і Daimler Double Six були представлені на автосалоні в Амстердамі в лютому 1993 року і оснащувалися 6,0-літровою версією двигуна Jaguar V12. Він поєднувався з 4-ступінчастою автоматичною коробкою передач GM 4L80E. Його можна було впізнати за значком XJ12 або Double Six на задній частині та емблемою V12 на бардачку. XJ12 використовував дві пари подвійних фар, чорні лопатки решітки радіатора та золотий значок «гроулера» на верхній частині решітки радіатора, тоді як Daimler отримав прямокутні фари. Ранні автомобілі використовували віконні рами з нержавіючої сталі, на більш пізніх автомобілях вони були замінені на чорні.

## Спеціальне використання
Автомобіль використовувався двома британськими прем'єр-міністрами на початку 1990-х, а саме Джоном Мейджором і Тоні Блером. Починаючи з Jaguar XJ (серії III), який використовував Маргарет Тетчер, послідовні версії XJ використовувалися як прем’єр-міністри Блером, Гордоном Брауном, Девідом Кемероном, Терезою Мей і Борисом Джонсоном.